# Stanisław Nagy

Stanisław Kazimierz Nagy, S.C.I. (Bieruń Stary, 1921. szeptember 30. – Krakkó, 2013. június 5.)) lengyel bíboros. Édesapja magyar, édesanyja lengyel volt, ő maga Sziléziában született és egész életében a lengyel egyházhoz tartozott.

## Élete
1937-ben csatlakozott a Jézus Szent Szívének Papjai Kongregációhoz, majd 1945. július 8-án pappá szentelték. 1958-tól a Lublini Katolikus Egyetem teológia tanára volt. Tagja volt a Nemzetközi Teológiai Bizottságnak és a Katolikus-Evangélikus Vegyes Bizottságnak, valamint a Katolikus Enciklopédia szerkesztői közösségének. 2003 októberében Hólar címzetes püspökévé szentelték, majd a hónap 21. napján II. János Pál pápa bíborossá kreálta. Bíborosi címtemploma a Santa Maria della Scala volt. 2013. június 5-én hunyt el, Krakkóban.